# Porto di Punta Ala
Il porto di Punta Ala è il porto dell'omonima località balneare del comune di Castiglione della Pescaia sul mar Tirreno. Il porto e la località di Punta Ala sono molto noti negli ambienti velici per essere stati la culla di Luna Rossa, l'imbarcazione italiana protagonista nelle regate di Coppa America dal 1999-2000.

## Caratteristiche
L'infrastruttura è un moderno porto diviso in tre sezioni distinte da due moli, il molo nord e quello sud, con una banchina segnalata da due fari che lo separa dal mare aperto. I fondali hanno una profondità di oltre 5 metri all'ingresso e mai inferiore ai 2 metri nei bacini interni; in porto sono inoltre assicurati numerosi servizi per le imbarcazioni.